# Dansk Politi i Sverige
Dansk Politi i Sverige er en dokumentarfilm fra 1945 instrueret af Astrid Henning-Jensen efter eget manuskript.

## Handling
Ca. 200 danske betjente måtte ved tyskernes aktion mod det danske politi i 1944 flygte til Sverige. I en træningslejr i Ryd - midt i de smålandske skove - trænede de i skydning, gadekampe, boksning og idræt og dygtiggjorde sig til den kommende kamp for Danmarks befrielse.